# Ewa Szczęsna
Ewa Krystyna Szczęsna (ur. 1967) – polska literaturoznawczyni.

## Życiorys
Doktoryzowała się w 2000 na Uniwersytecie Warszawskim na podstawie napisanej pod kierunkiem Edwarda Kasperskiego dysertacji Poetyka reklamy. Tam też habilitowała się w dyscyplinie literaturoznawstwa w 2008, przedstawiając dzieło Poetyka mediów (polisemiotyczność, digitalizacja, reklama). W 2019 otrzymała tytuł profesora nauk humanistycznych, przedstawiając, jako główne osiągnięcie monografię Cyfrowa semiopoetyka.
Specjalizuje się w zakresie poetyki i semiotyki tekstów kultury współczesnej – szczególnie przekazów polisemiotycznych, multimedialnych i interaktywnych. Uprawia poetykę porównawczą. Bada takie "światy tekstowe'" jak: reklama, Internet, film, literatura współczesna i malarstwo.
Pracuje na stanowisku profesora w Zakładzie Komparatystyki Instytutu Literatury Polskiej (Wydział Polonistyki Uniwersytetu Warszawskiego).
Wykłada w uczelniach wyższych (także na studiach podyplomowych – m.in. w Akademii Teatralnej i Polskiej Akademii Nauk, Szkole Głównej Handlowej). Jest członkiem Komitetu Olimpiady Literatury i Języka Polskiego przy Polskiej Akademii Nauk.
Prowadzi zajęcia z zakresu teorii literatury, poetyki, komparatystyki medialnej, semiotyki i antropologii reklamy.
Autorka publikacji książkowych i artykułów w pracach zbiorowych i czasopismach (m.in. Pamiętniku Literackim, Tekstach Drugich, Przeglądzie Humanistycznym).

## Wybrane publikacje
- Poetyka reklamy (PWN 2001, 2003)
- Słownik pojęć i tekstów kultury (WSiP 2002, 2004) – autorka pomysłu, red. nauk. i współautorka
- Poetyka mediów (WUW 2007)
- Cyfrowa semiopoetyka (IBL PAN 2018)